# Aegidomorpha psammodina
Aegidomorpha psammodina is een vlinder uit de familie van de Copromorphidae. De wetenschappelijke naam van de soort is voor het eerst geldig gepubliceerd in 1932 door Meyrick.